# Église Saint-Maurice de Villiers-les-Hauts
L'église Saint-Maurice de Villiers-les-Hauts est une église située à Villiers-les-Hauts, en France.

## Localisation
L'église est située dans le département français de l'Yonne, sur la commune de Villiers-les-Hauts.

## Historique
L'édifice est inscrit au titre des monuments historiques en 1988.